# Валентинијан Галат
Валентинијан Галат ( грч . Ουαλεντινιανος Γαλατης, 18. јануар 366 – око 370 ) био је једини син римског цара Валенса ( в. 364–378 ), који је владао Римским царством током касне антике . Рођен у владајућој Валентинијановој династији, Валентинијан је као дете постао римски конзул, али је умро у раном детињству, а царство је прешло на синове и ћерку цара Валентинијана I Великог ( в. 364–375 ), стрица Валентинијана Галатеса.
Према црквеним историјама из 4. и 5. века које су написали никејски хришћани, Валентинијан је умро од последица аријанског хришћанства свог оца.

## Живот
Валентинијан је био треће дете цара Валенса и августе Албије Доминике, њихов син јединца. Према Консулариа Константинополитана, Валентинијан је рођен 18. јануара 366. Према делу савременог беседника Темистија, рођен је поред Дунава, где је дунавски лимес означавао границу царства.
Вероватно је рођен у Галатији, што би објаснило његов епитет  на Грчки: Γαλάτης, транслит. Galátēs, досл. "the Galatian" 'Галатес' , лит. "Галатски" . Ово име су користили грчки црквени историчари из 4. века Сократ Схоластик и Созомен и Хроникон Пасхале . Консулариа Константинополитана и грчка Темистијев говора, с друге стране, називају га Валентинијаном.
Према законодавству прикупљеном у Кодекс Теодосианус, Валентинијан је носио назив нобилисимус пуер . Пре свог трећег рођендана постављен је за конзула 369. године  Именован је за конзула приора заједно са Виктором, магистер еквитум. Када је година почела, Валентинијан је вероватно био са својим оцем у Маркијанополису, пошто је Валенс тамо зимовао током свог првог рата против Гота .
Темистије је одржао панегирик – своју Девету беседу – на почетку дечаковог конзулства 1. јануара 369. Темистије пише као да лично држи говор, али у ствари је можда послат као текст. Темистијева беседа је подстакла младог Валентинијана да следи пример свог рођака Грацијана, тада десетогодишњег Августа из Западног римског царства, за кога Темистије примећује да је пажљив према својим инструкторима. Грацијанов учитељ био је латински песник Аузоније . Темистије, филозоф и реторичар, предложио је да он сам буде постављен за учитеља младом Валентинијану. Он даље подстиче Валентинијана да се угледа на другог августа, свог стрица и оца, и сугерише да је Валентинијан добар кандидат да се уведе у царски колегијум поред његових рођака, за које Темистије примећује да подржавају једни друге. Темистије указује на неравнотежу у колегијуму, са два ацгуста у западном царству и само једним августом – Валенсом – у источном царству, што значи да ниједан цар није био присутан у Цариграду . Темистијева беседа представља жељу византијског Сената да се царско присуство укоријени у граду постављањем новог августа као становника град.

## Смрт
Око 370. године, Валентинијан се разболео у Цезареји у Кападокији ( Кајсери). Његова смрт се помиње у црквеним историјама Тирана Руфина, Сократа Схоластика, Созомена и Теодорита.
Према Сократу Схоластику, Доминика је рекла свом мужу да је имала визије да је болест њиховог сина казна за Валенсово лоше поступање према градском никејском хришћанском епископу  Светом Василију из Цезареје . Василије је био истакнути православни вођа који се противио царевом аријанству . Када су га замолили да се помоли за Валентинијана, Василије је рекао да је одговорио захтевајући од Валенса да се посвети православљу као услову за дечаков опстанак. Валенс је одбио да се повинује Василијевом захтеву да свог сина крсти у никејско хришћанство, уместо тога давши Валентинијану аријанско крштење. Василије је одговорио да ће се испунити воља Божја, а Валентинијан је убрзо умро у Василијевој епископској столици .
У својој Једанаестој беседи, изговореној након Валентинијанове смрти, Темистије се позива на божанску интервенцију да би Валенсу донео још деце.